# Epiphonus
Der Epiphonus (lateinisches Kunstwort aus den beiden griechischen Wörtern epi und phone für Darüber-Ton) ist eine Neume in der Notation des Gregorianischen Chorals und stellt die liqueszensierte Form des Pes dar.
In der Quadratnotation wird beim Epiphonus das letzte Punctum als Stichnote gesetzt. In den Handschriften wird die Strichführung am Ende der Gruppenneume verkürzt dargestellt.
| Bezeichnung                      | Quadratnotation | Notation St. Gallen / Einsiedeln |
| -------------------------------- | --------------- | -------------------------------- |
| Pes                              |                 |                                  |
| Epiphonus = liqueszensierter Pes |                 |                                  |